# پتکوویتسا (شاباتس)
پتکوویتسا (به صربی: Petkovica) یک منطقهٔ مسکونی در صربستان است که در شاباتس واقع شده‌است. پتکوویتسا ۹۶۷ نفر جمعیت دارد.